# Euphorbia aeruginosa
Euphorbia aeruginosa là một loài thực vật có hoa trong họ Đại kích. Loài này được Schweick. mô tả khoa học đầu tiên năm 1935.

## Hình ảnh

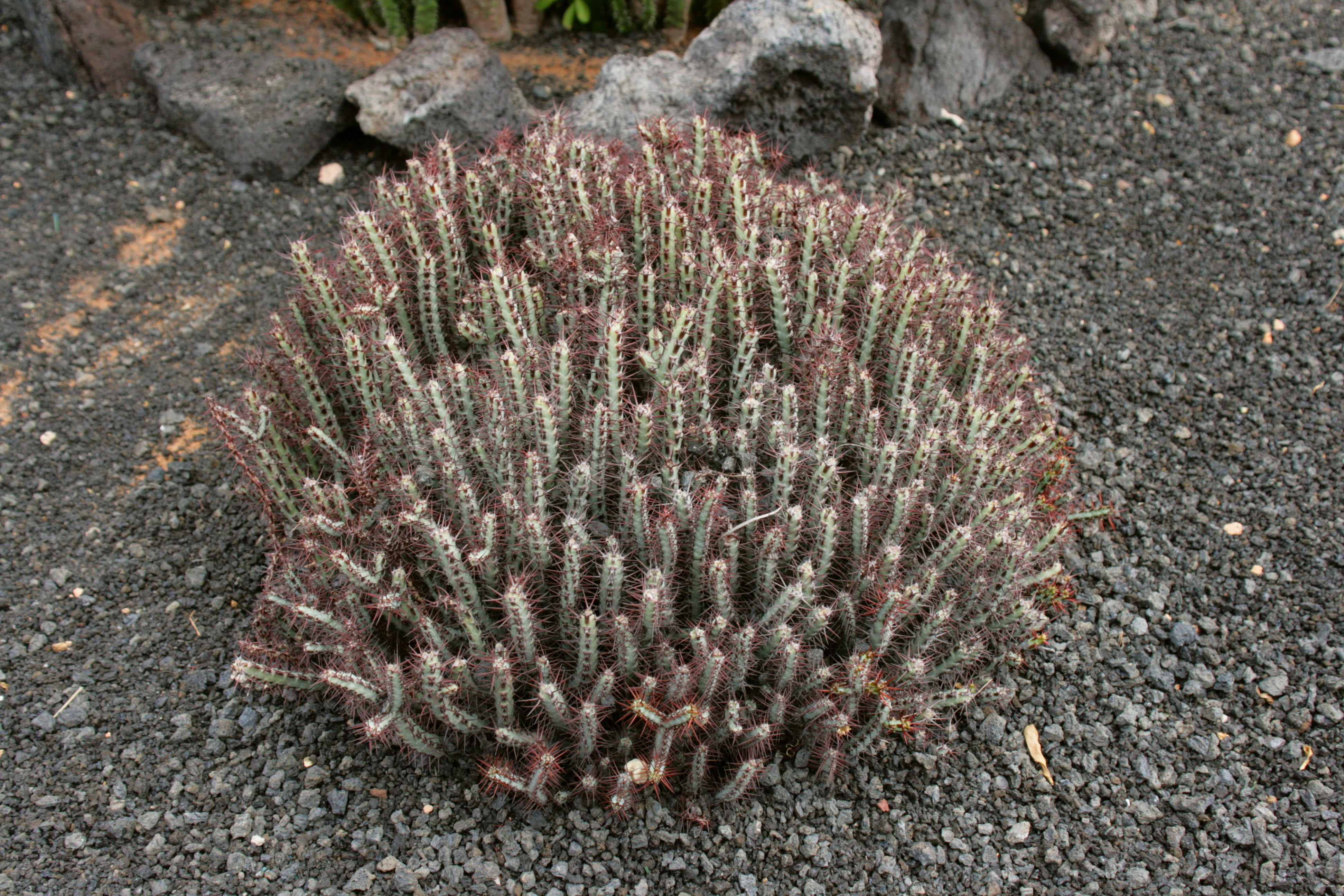
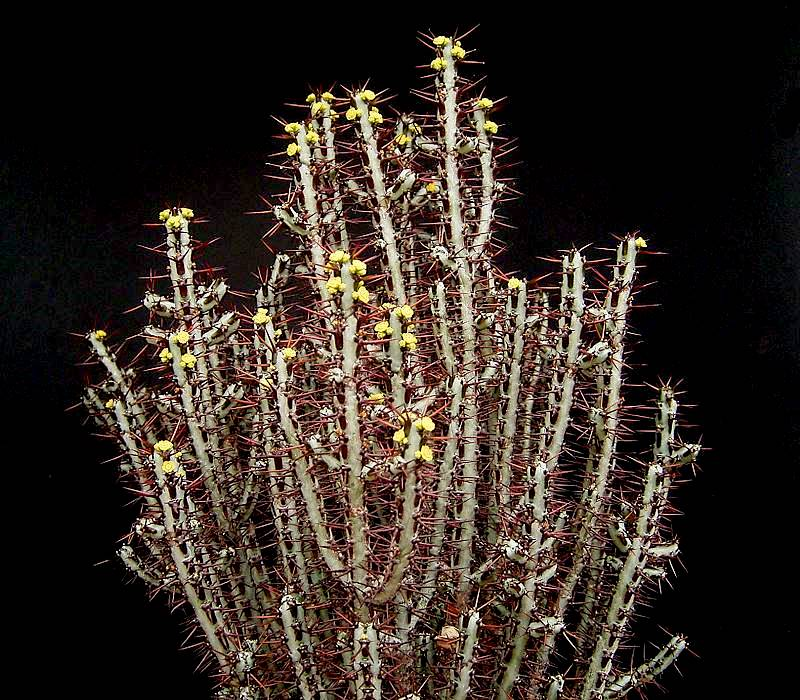
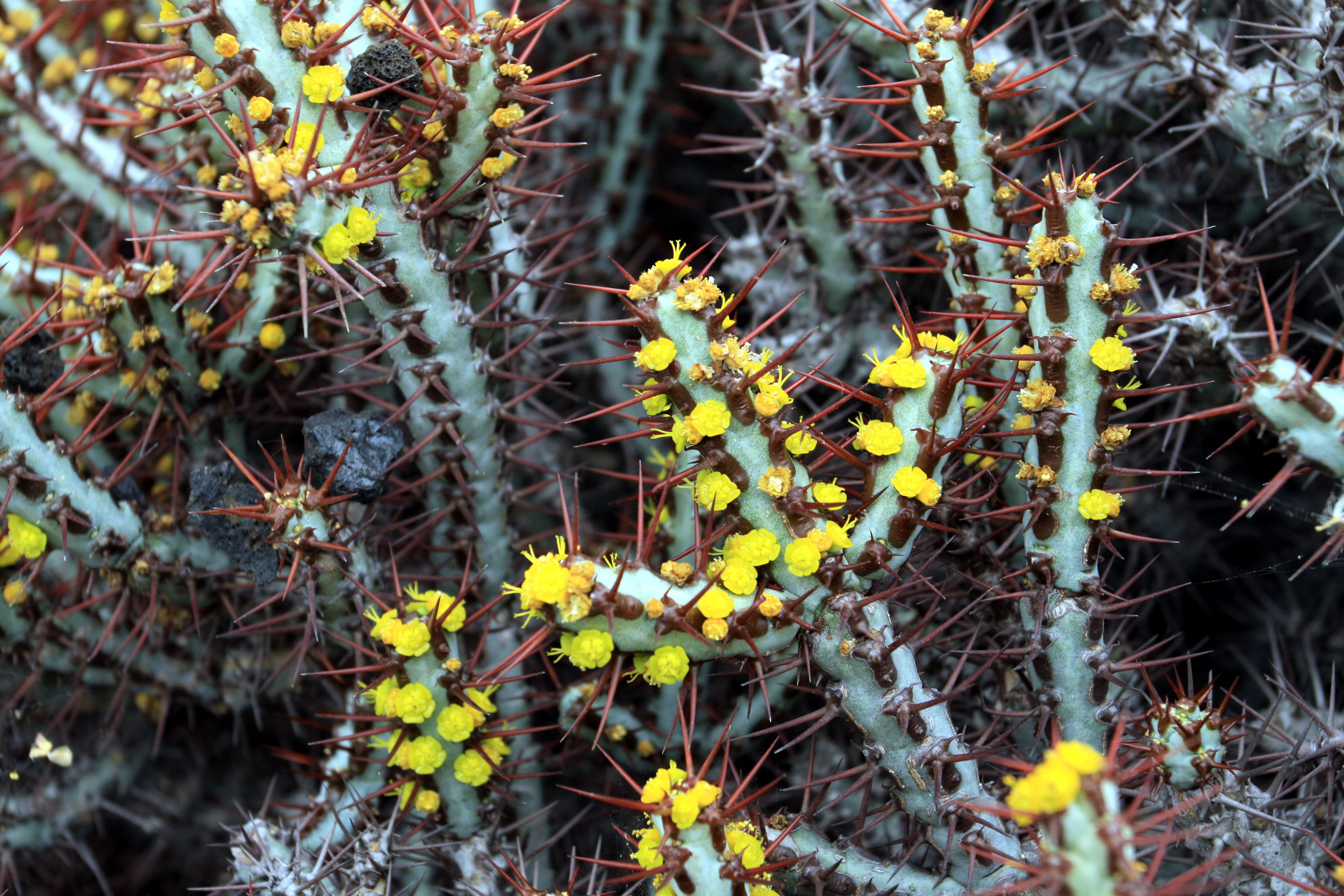
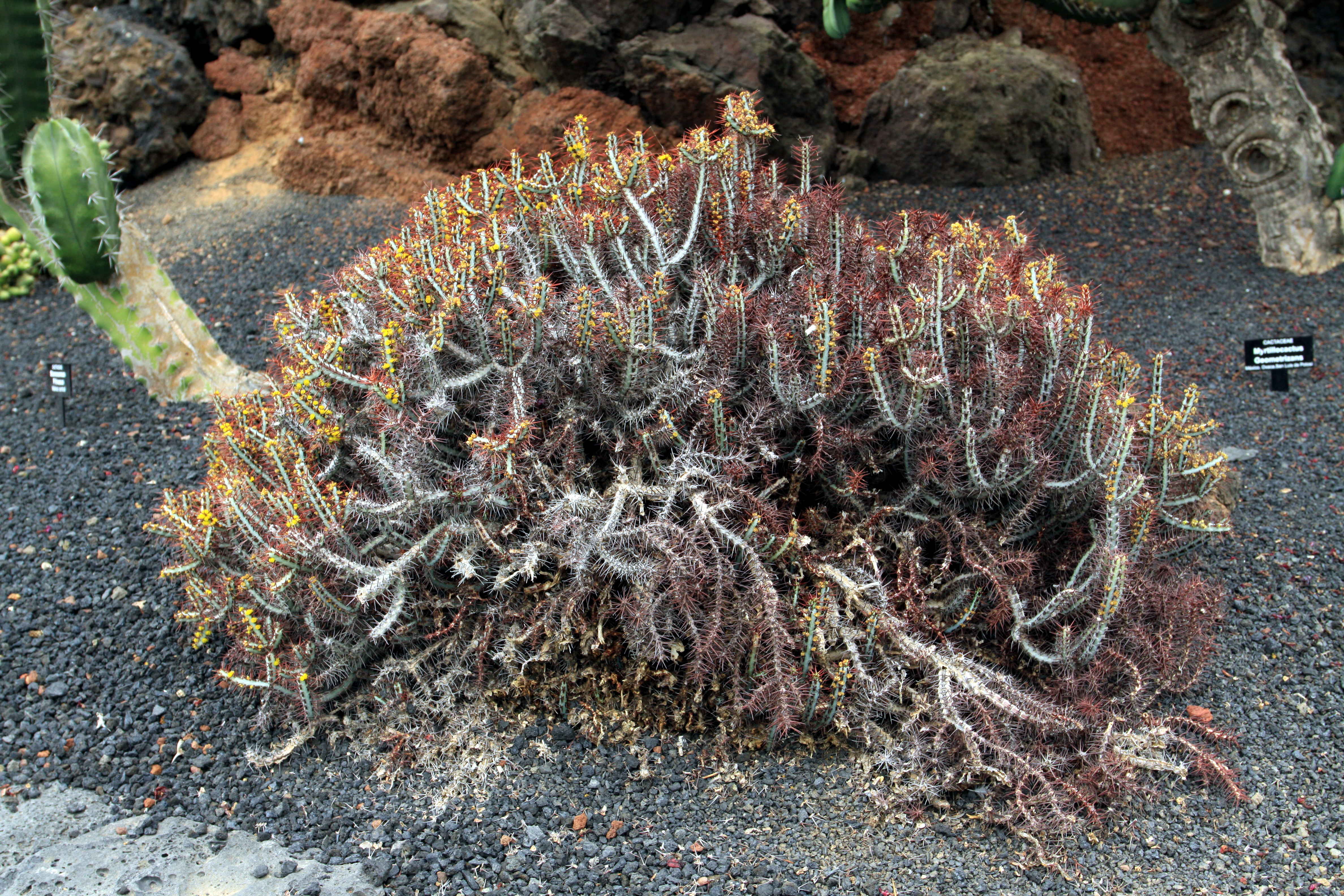